# 丹尼爾·強森 (籃球運動員)
丹尼爾·傑弗里·克雷格·強森（1988年4月3日—）為澳洲男子籃球運動員，場上位置為中鋒。
2019年2月28日，強森與B2聯賽東京地球之友達成2018-19賽季合約協議。強森代表東京地球之友出賽15場，場均23分11.7籃板。2020年2月28日，強森與B2聯賽三河海馬簽訂2019-20賽季合約。3月31日，強森離開三河海馬。
2023年12月8日，T1聯盟台啤永豐雲豹宣布簽下強森。2024年3月15日，台啤永豐雲豹宣布與強森達成離隊共識。

## 外部連結
- 丹尼爾·強森在fiba.basketball（英语）
- 丹尼爾·強森在archive.fiba.com（archived）（英语）
- 丹尼爾·強森在Basketball-Reference.com（國際）（英语）
- 丹尼爾·強森在Sports-Reference.com（NCAA）（英语）
- 丹尼爾·強森在Eurobasket.com（球員）（英语）
- 丹尼爾·強森在RealGM（英语）
- 丹尼爾·強森在Proballers（英语）